# Contralt

Tessitura habitual de la veu de contralt: del sol₂ al fa₄.

Contralt és la veu femenina de cantant que té el registre més greu, que abasta del sol₂ al fa₄. Les contralts són les cantants que arriben a les notes més greus. Antigament també se les anomenava alt, però aquesta denominació va caure en desús. Supera la mezzosoprano dramàtica en la potència amb què ataca els greus, el seu punt fort, i el seu timbre és fosc i càlid. Les autèntiques veus de contralt són relativament escasses i per això moltes vegades les partitures per a contralt solen ser cantades per mezzosopranos, especialment per aquelles que poden cantar notes més greus. L'interval de la veu coincideix amb l'habitual dels contratenors, per això contratenors i contralts poden intercanviar els papers, especialment en la música renaixentista i barroca, i sovint les contralts interpreten partitures escrites per a castrati de veu greu.
El terme també s'aplica als instruments musicals que es construeixen amb mides diverses que, per tant, sonen en tessitures diferents, tot i que amb un timbre homogeni. En aquest cas el contralt (anomenat, també alt) és l'instrument que té una tessitura equivalent a la de la cantant contralt, és a dir, la immediatament més greu que l'instrument soprano. Això es dona sobretot en instruments propis de la música renaixentista i barroca, com la viola de gamba, la flauta de bec, etc. Però també ho trobem en instruments més moderns, com el clarinet o el saxòfon.

## Història
«Contralt» només té sentit principalment en referència al cant clàssic i operístic, ja que altres tradicions no tenen un sistema comparable de categorització vocal. El terme 'contralt' només s'aplica a les cantants; els homes que canten en un registre similar s'anomenen 'contratenors'. Els termes italians contralto i alto no són sinònims; tècnicament, alto denota un registre vocal específic en el cant coral sense tenir en compte factors com la tessitura, el timbre vocal, la facilitat vocal i el pes vocal. No obstant això, existeix una escriptura coral francesa (inclosa la de Ravel i Poulenc) amb una part etiquetada com «contralt», malgrat que la tessitura i la funció són les d'una part d'alt clàssica. El personatge de la princesa sarraïna Clorinde, a l'òpera Tancrède, d'André Campra, de 1702 va ser escrit per a Julie d'Aubigny i es considera el primer paper important per a la veu de baix-dessus o contralt.

## Gamma vocal
La contralt té el registre vocal més baix dels tipus de veu femenina, amb la tessitura més baixa; està entre el tenor i la mezzosoprano.
Tot i que els tenors, barítons i baixos són cantants masculins, algunes dones poden cantar tan baix (encara que amb un timbre i una textura lleugerament diferents) com els seus homòlegs masculins. Algunes de les rares cantants que es van especialitzar en els registres de tenor i baríton inclouen l'actriu de cinema Zarah Leander, la cantant persa āvāz Hayedeh, la nen prodigi Ruby Helder (1890–1938) i la cantant de novetats bavaresa Bally Prell.

## Subtipus i rols a l'òpera
Dins de la categoria de veu de contralt hi ha tres subcategories generalment reconegudes: coloratura contralt, una veu àgil especialitzada en passatges florits; contralt lírica, una veu més lleugera de timbre; i contralto dramàtica, la veu de contralt més profunda, fosca i poderosa.
- Contralt dramàtica: A causa del seu timbre fosc, en el repertori de les contralts sovintegen papers dramàtics que requereixen gran intensitat d'expressió, encara que resulta bastant difícil que una contralt realitzi gaires ornaments. És habitual que les contralts interpretin papers que van ser escrits originàriament per a veu de castrati (per això, en moltes ocasions han d'executar rols masculins). Dos exemples de contralt dramàtica són la nord-americana Marilyn Horne (com Romeo Montecchio a I Capuleti e i Montecchi de Vincenzo Bellini) o Hitomi Katagiri (com Erda al Sigfrid de Richard Wagner). La dramàtica veu de contralt s'escolta en gran part del repertori operístic alemany. Erda a Der Ring des Nibelungen i Gaea a Daphne són tots dos bons exemples del contralt dramàtic.

- Contralt de coloratura era un tipus de veu preferit de Rossini. Molts dels seus papers enumerats a continuació van ser escrits tenint en compte aquest tipus de veu. Els contralts lírics s'utilitzen molt en el repertori operístic francès i anglès. Molts dels papers de contralt de Gilbert i Sullivan s'adapten millor amb una veu de contralt lírica. Ma Moss a The Tender Land és un notable paper de contralt líric.

- Contralto còmica o buffa: És el nom que es dona a una contralt quan interpreta un paper còmic. És una veu de contralt amb capacitat per a cantar ornaments, encara més difícil de trobar que la contralt dramàtica. Un exemple és Adriana Plot com a Marcellina a Les noces de Fígaro de Mozart.

## Exemples
Alguns exemples de papers de contralt en el repertori operístic estàndard inclouen els següents:
| - Angelina*, La Cenerentola (Rossini) - Arnalta, L'incoronazione di Poppea (Monteverdi) - Arsace, Semiramide (Rossini) - Art Banker, Facing Goya (Nyman) - Azucena*, Il trovatore (Verdi) - Auntie*, landlady of The Boar, Peter Grimes (Britten) - The Baroness, Vanessa (Barber) - Bradamante, Alcina (Handel) - La Cieca, La Gioconda (Ponchielli) - Cornelia, Giulio Cesare (Handel) - The Countess*, Píkovaia dama (Tchaikovsky) - Didone, Egisto (Cavalli) - Dryade, Ariadne auf Naxos (Strauss) - Erda, Das Rheingold, Siegfried (Wagner) - Felicia, Il crociato in Egitto (Meyerbeer) - Madame Flora (Baba), The Medium (Menotti) - Fidès, Le prophète (Meyerbeer) - Florence Pike, Albert Herring (Britten) - Gaea, Daphne (Strauss) - Geneviève, Pelléas et Mélisande (Debussy) - Griselda, Griselda (Vivaldi) - Hélène Bezukhova, Voina i mir (Prokofiev) - Hippolyta, A Midsummer Night's Dream (Britten) - Isabella*, L'italiana in Algeri (Rossini) - Katisha, The Mikado (Gilbert and Sullivan) - Klytemnestra*, Elektra (Richard Strauss) - Lel, The Snow Maiden (Rimsky-Korsakov) - Little Buttercup, H.M.S. Pinafore (Gilbert and Sullivan) - Lucretia, The Rape of Lucretia (Britten) - Maddalena*, Rigoletto (Verdi) - Magdelone, Maskarade (Nielsen) - Mamma Lucia, Cavalleria rusticana (Mascagni) - Ma Moss, The Tender Land (Copland) - Malcolm*, La donna del lago (Rossini) | - Margret, Wozzeck (Berg) - Maria, Porgy and Bess (Gershwin) - The Marquise of Berkenfield, La fille du régiment (Donizetti) - Marthe, Faust (Gounoud) - Marilyn Klinghoffer, The Death of Klinghoffer (Adams) - Mary, Der fliegende Holländer (Wagner) - Miss Todd, The Old Maid and the Thief (Menotti) - Mother, The Consul (Menotti) - Mother Goose, Mother Goose (Felix Jarrar) - Mother Goose, The Rake's Progress (Stravinsky) - Mrs. Noye, Noye's Fludde (Britten) - Mrs. Prin, Tabula rasa (Felix Jarrar) - Mistress Quickly, Falstaff (Verdi) - Norn (I), Götterdämmerung (Wagner) - Olga*, Eugene Onegin (Tchaikovsky) - Orfeo, Orfeu i Eurídice (Gluck) (originàriament per castrat) - Orlando, Orlando Furioso (Vivaldi) - Orsini, Lucrezia Borgia (Donizetti) - Polina, Píkovaia dama (Tchaikovsky) - Ratmir, Ruslan i Liudmila (Glinka) - Rosina*, El barber de Sevilla (Rossini) - Rosmira/Eurimene*, Partenope (Handel) - Ruth, The Pirates of Penzance (Gilbert and Sullivan) - Schwertleite, Die Walküre (Wagner) - Smeaton, Anna Bolena (Donizetti) - Sosostris, The Midsummer Marriage (Tippett) - Stella, What Next? (Carter) - Tancredi, Tancredi (Rossini) - Ulrica, Un ballo in maschera (Verdi) - Widow Begbick*, Aufstieg und Fall der Stadt Mahagonny (Weill) - 3rd Woodsprite, Rusalka (Dvořák) - La Zia Principessa, Suor Angelica (Puccini) - Zita, Gianni Schicchi (Puccini) |

* indica un paper que també pot ser cantat per a mezzo-soprano.

## Contralts famoses
- Marian Anderson
- Clara Butt
- Lili Chookasian
- Kathleen Ferrier
- Birgit Finnilä
- Maureen Forrester
- Sara Mingardo
- Yvonne Minton
- Ewa Podleś
- Ernestine Schumann-Heink
- Nathalie Stutzmann
- Concepció Callao

## Galeriade contralts

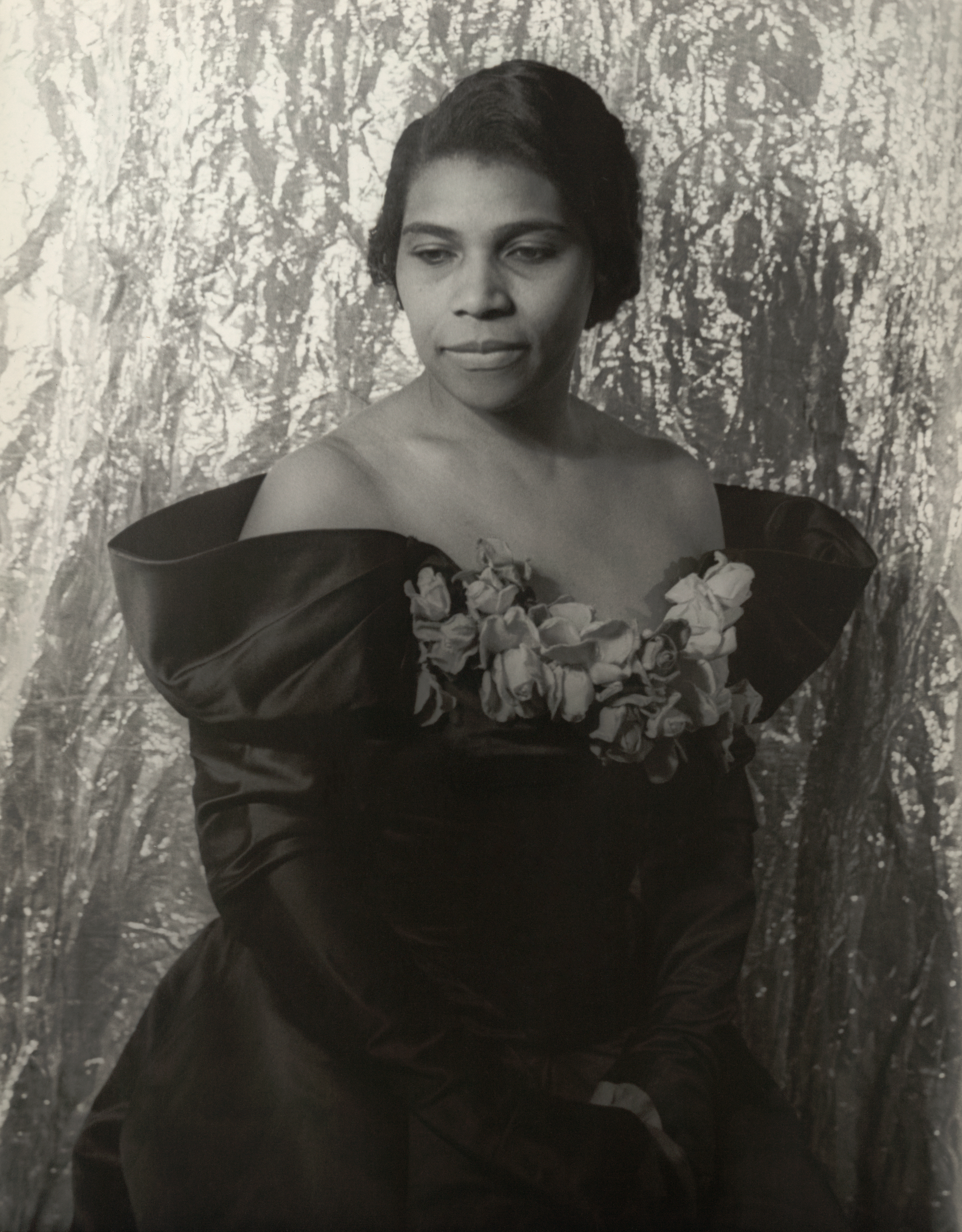
Marian Anderson
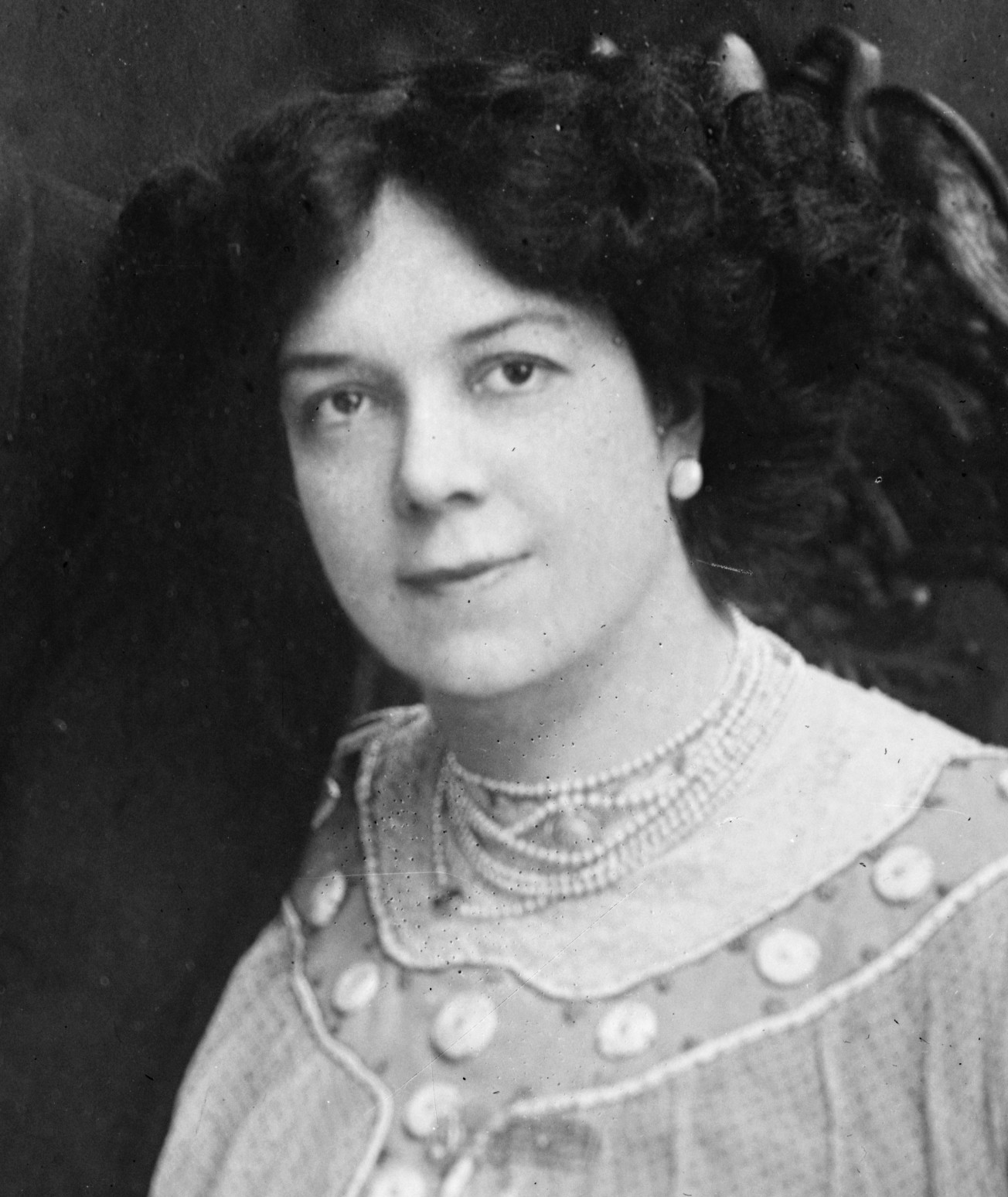
Clara Butt
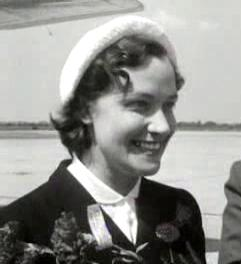
Kathleen Ferrier
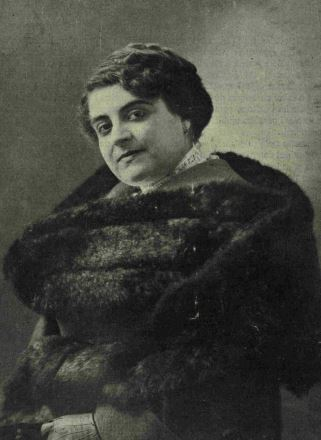
Concepció Callao
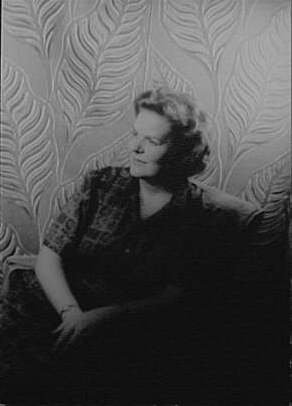
Maureen Forrester
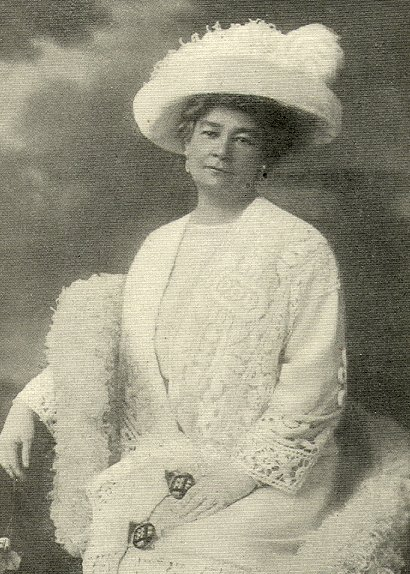
Ernestine Schumann-Heink